# Niveau optique
 (août 2012).
Si vous disposez d'ouvrages ou d'articles de référence ou si vous connaissez des sites web de qualité traitant du thème abordé ici, merci de compléter l'article en donnant les références utiles à sa vérifiabilité et en les liant à la section « Notes et références ».
Pour les articles homonymes, voir Niveau (outil).

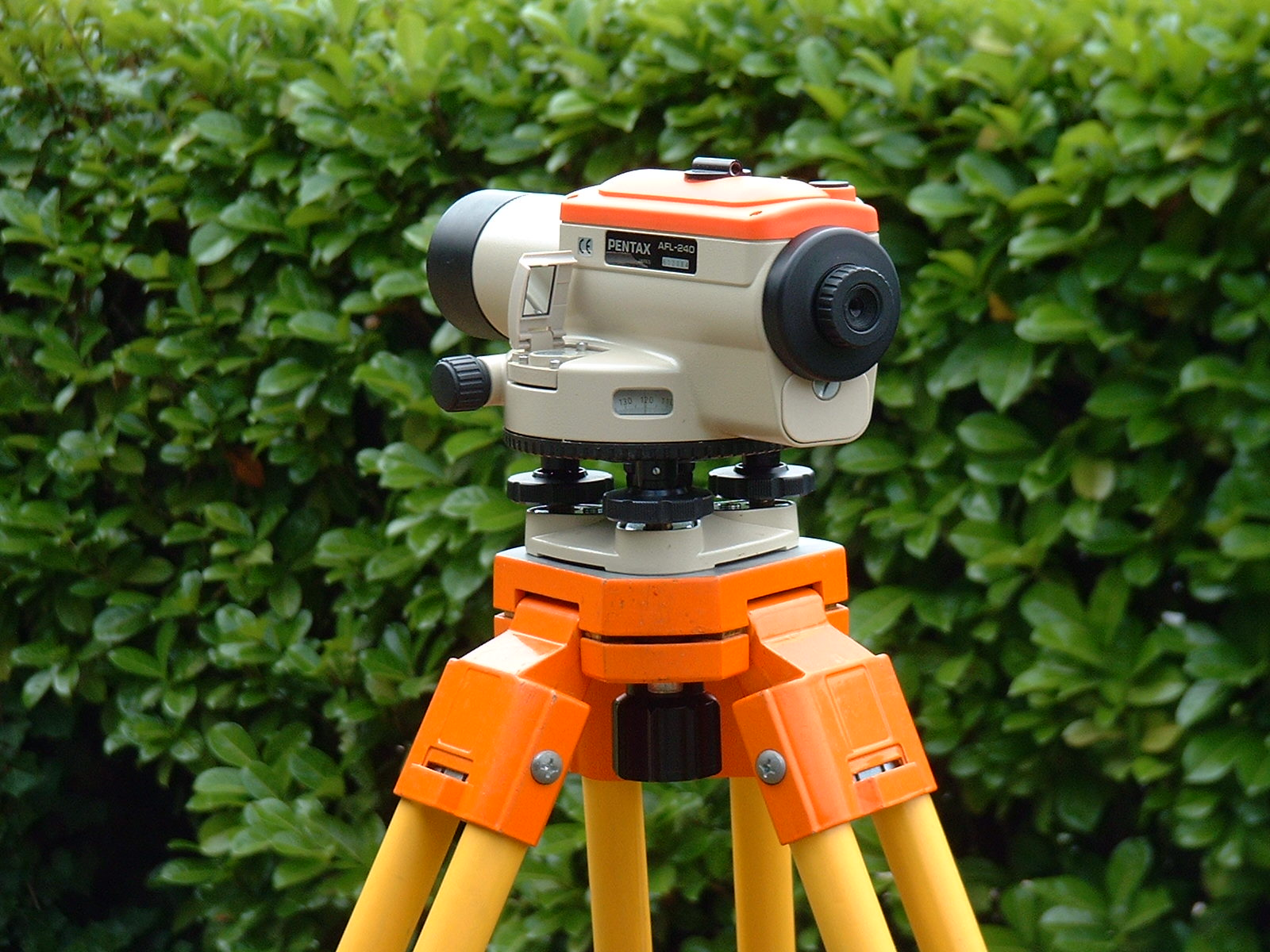
Niveau optique monté sur un trépied.

Appelé aussi lunette/niveau, le niveau optique est utilisé pour faire des relevés de niveau. Il est souvent composé d'une lunette optique fixée sur un trépied. Il est utilisé par l'opérateur pour lire les mesures sur une règle graduée (mire), qui est tenue par un arpenteur .

## Types de niveau
On distingue différents types de niveau, et notamment des niveaux à double visée, dans lesquels la nivelle et éventuellement la lunette peuvent prendre deux positions, ce qui permet d'effectuer deux visées. Même lorsque le niveau n'est pas réglé, la moyenne des lectures est correcte, compensant l'erreur d'alignement par double retournement.
Des niveaux à pinnules, avec une nivelle associée à une règle portant l'alidade. Des niveaux d'Égault, comportant une nivelle torique solidaires de l'axe principal et deux étriers, sur lesquels repose une lunette de visée amovible. L'ensemble peut tourner de 200 gons autour de l'axe principal pour effectuer une deuxième visée.
Certains niveaux sont dits « niveaux automatiques », car après une mise à l'horizontale rapide et grossière par l'opérateur, l'axe de visée se met automatiquement à la perpendiculaire de la verticale du lieu.
Les niveaux de dernière génération sont dits « électroniques » ou « à code barres ». La mire est munie d'un code-barres, que le niveau décode. La lecture, l'enregistrement, l'affichage et le transfert sur ordinateur sont automatiques. Il existe également des niveaux lasers. Un base émet un laser qui remplace le niveau optique. Ce système peut être opéré par une personne seule. L'arpenteur peut mesurer lui même grâce à un système électronique monté sur la règle graduée qui reçoit le signal de la base laser.
Certains niveaux automatiques peuvent être équipés d'un micromètre à lame à faces parallèles, et sont alors utilisés conjointement à des mires en invar pour des nivellements de précision.

## Utilisation
Les niveaux sont utilisés principalement par les géomètres-topographes, les acteurs du secteur économique de la construction ainsi que dans le domaine des travaux-publics en général.

Niveau optique, utilisation et accessoires
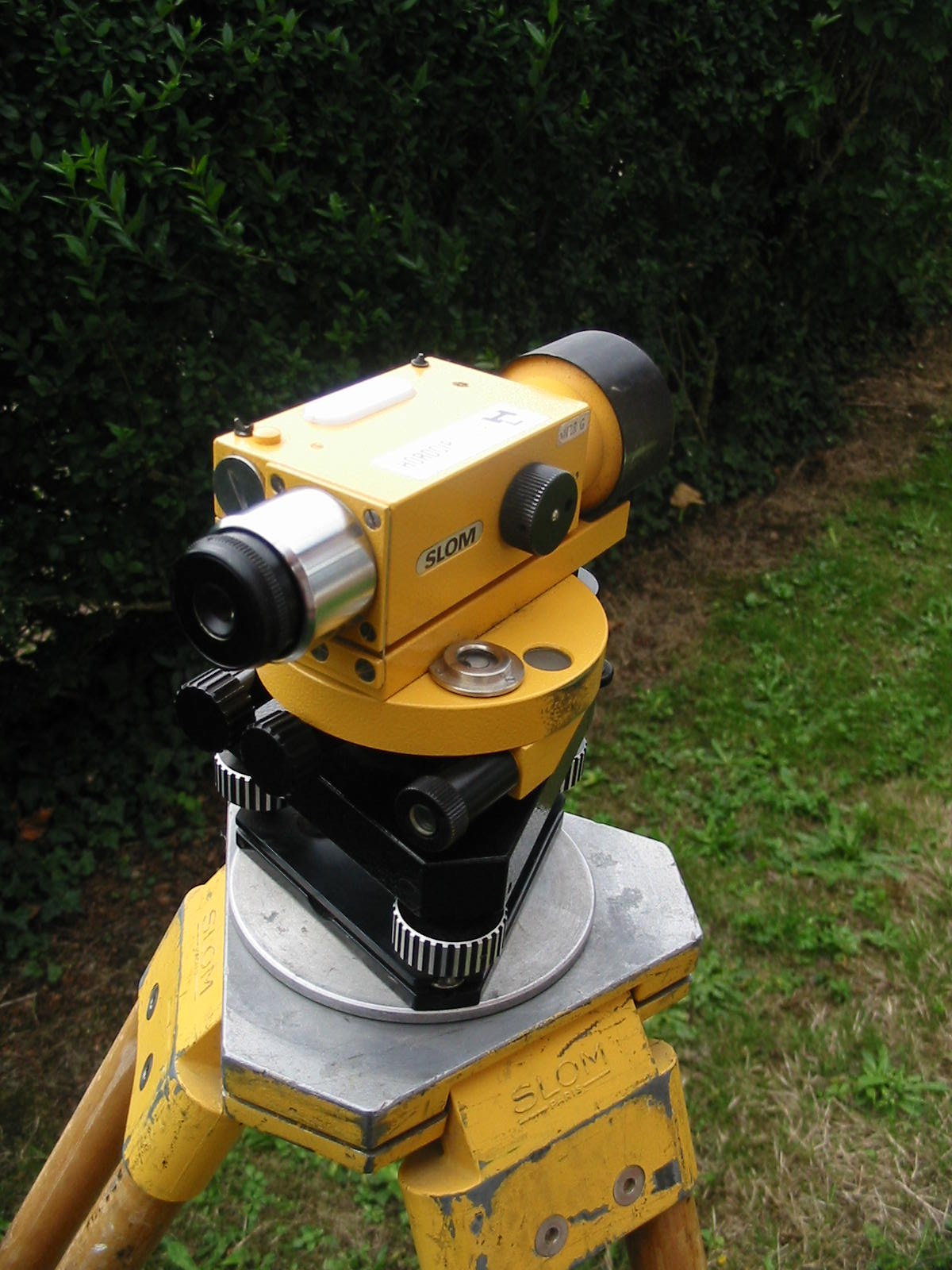
Niveau optique de chantier.
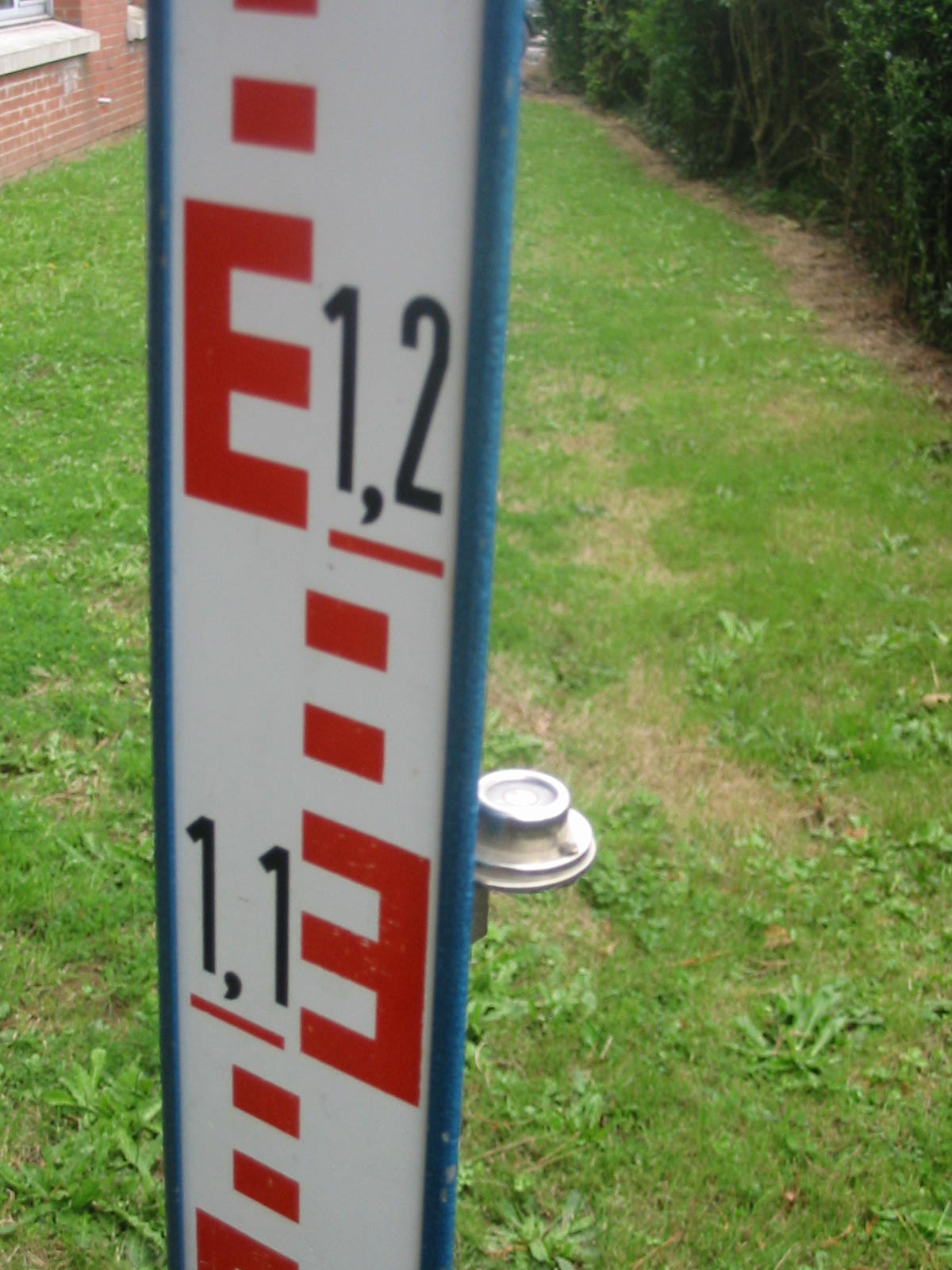
Mire graduée et sa bulle sphérique.
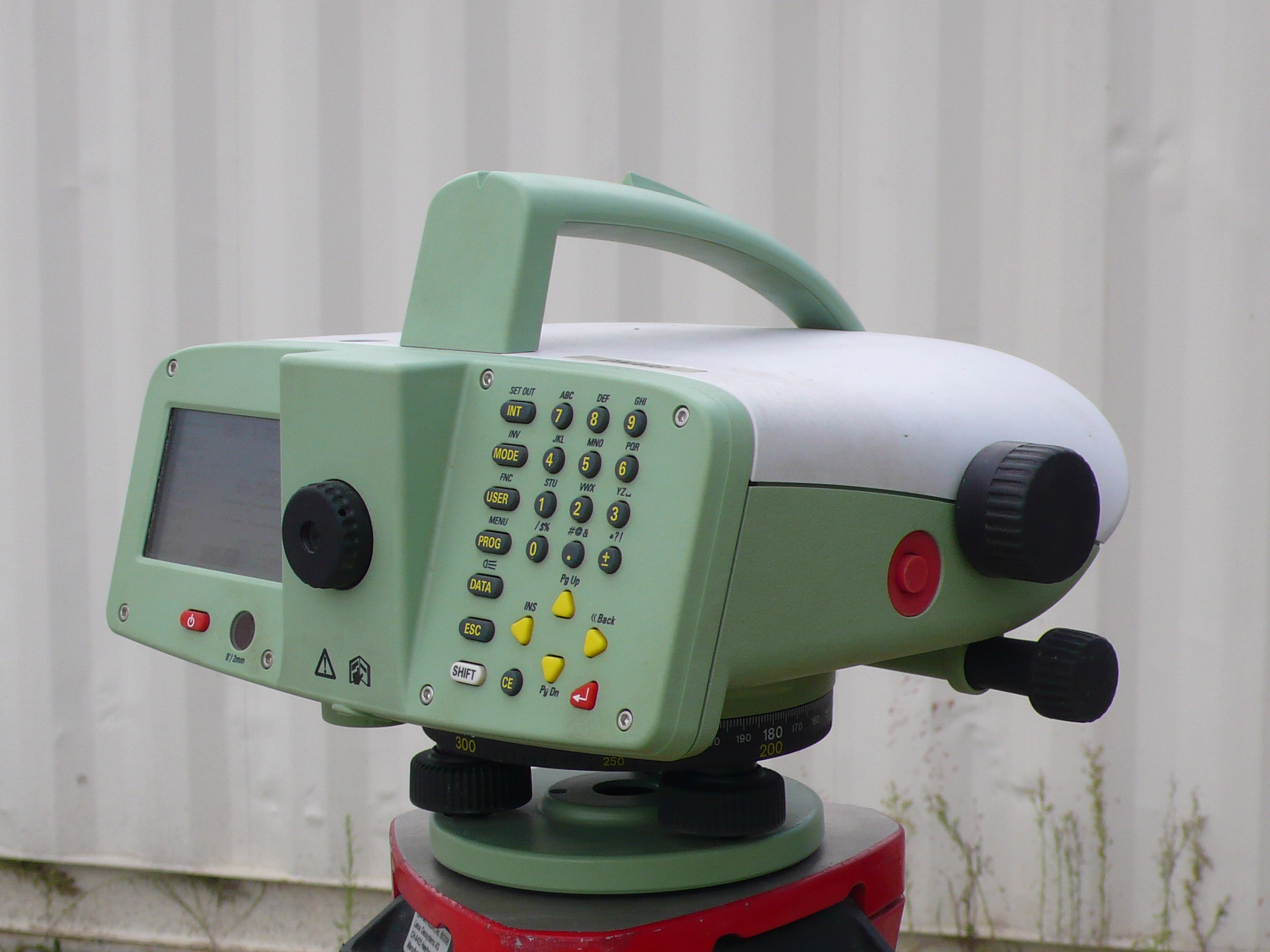
Niveau électronique Leica DNA3 : nécessite une mire à code-barres.
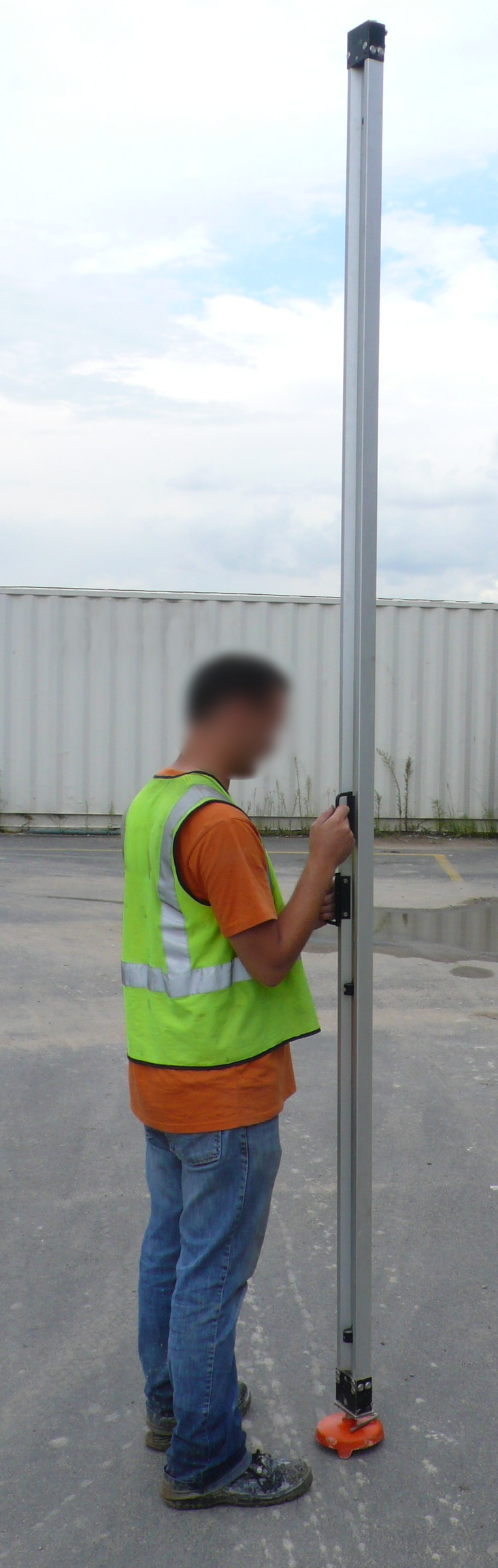
Mire tenue par un opérateur.